# Neue Landschaft
Die Neue Landschaft ist die älteste deutschsprachige Fachzeitschrift für Unternehmer im Garten-, Landschafts-, Spiel- und Sportplatzbau. Sie erscheint monatlich im Patzer Verlag in Berlin-Hannover. Neben Deutschland, Österreich und der Schweiz wird sie auch in 18 weiteren Ländern vertrieben.
Die Zeitschrift richtet sich seit ihrem Ersterscheinen im Jahr 1956 an Unternehmer, Entscheider, Fachkräfte und Auszubildende im privaten und öffentlichen Bereich des Garten- und Landschaftsbaus.
Die Neue Landschaft berichtet über Ereignisse der Branche, Berufsinformationen, Technik und Forschung sowie Produktvorstellungen in der „grünen Branche“. Den Kernteil bilden ingenieurtechnische Themen und betriebswirtschaftliche Beiträge von Fachautoren. Der Spezialteil „Junge Landschaft“ enthält Praxiswissen zum Garten- und Landschaftsbau.
Die Printausgabe wird ergänzt durch das Supplement Pro Baum als Fachzeitschrift für Pflanzung, Pflege und Erhaltung (ebenfalls Supplement der Monatszeitschrift Stadt und Grün) und durch die Online-Ausgabe der Neuen Landschaft.